# 守卫者-浮出水面
《守卫者-浮出水面》（英語：Head Above Water），2017年中国都市谍战剧。2015年6月至8月拍攝，由靳东、韩雨芹领衔主演，于2017年8月14日在东方卫视首播。
本剧为中国共产党第十九次全国代表大会献礼剧。为此，东方卫视在2017年10月18日至10月27日的晚上11点重播该剧。

## 劇情
以南海爭議為骨架改編，三沙市與海口市為雛形的三岛市為舞台。
新型深潜器在三岛市下水试验，过程连续遭遇泄密，三岛市国安局誓言30天破案，洪少秋和叶焓成立专案组與D国“间谍王”比目鱼展開諜中諜博弈，身邊內鬼處處，兩人又辦案風格不合，然而一起意外給破案帶來轉機。

## 播出时间
| 频道     | 所在地   | 播映日期                | 播出时间 | 备注                   |
| -------- | -------- | ----------------------- | -------- | ---------------------- |
| 东方卫视 | 中国大陆 | 2017年8月14日-8月30日   | 19:30    |                        |
| 东方卫视 | 中国大陆 | 2017年10月18日-10月27日 | 23:00    | 迎接十九大召开特别重播 |

## 演员列表

### 主要演员
| 演員   | 角色   | 介紹 |
| 靳东   | 洪少秋 | 國安處級偵查員 301專案組副組長 叶唅之下屬 張西洋無血緣關係之子 田云無血緣關係之子 張妍無血緣關係之兄 與叶唅有感情線 於第10集為了保證凌小囡的安全而自願當錢守成的人質，後來被錢守成刮傷了胳膊 於第17集親自動手拆除炸彈並拆卸成功 於第30集開槍射殺小丑 於第30集被希拉槍傷，後康復 於第30集成功破案後,301專案組被解散，並繼續成立301專案組前以往的工作 一年後，省市發生了多起重大洩密案件，叶晗、米小冉、洪少秋、江原再次成立專案小組，並在30天內破案，他們只之間的感情與緣份依然持續下去 参见國家安全局 参见張家                                                                       |
| 韩雨芹 | 叶唅   | 國安省廳偵察處處長 301專案組組長 洪少秋之上屬 與洪少秋有感情線 於第15集罵醒決定輕生的劉進 於第17集選擇留下陪洪少秋一起拆除炸彈並拆卸成功 於第25集因過度勞累兼患有低血糖而暈倒在地，後被洪少秋送到了醫院 於第29集申請成功進入海隆號，在海隆號下水後，因氧氣系統失靈導致缺氧而昏迷，後獲救 於第30集欲被小丑開槍射殺，後被洪少秋所救 於第30集被高一天槍傷，後康復 於第30集成功破案後,301專案組被解散，並繼續成立301專案組前以往的工作 一年後，省市發生了多起重大洩密案件，叶晗、米小冉、洪少秋、江原再次成立專案小組，並在30天內破案，他們只之間的感情與緣份依然持續下去 参见國家安全局 |

### 國家安全局
| 演員   | 角色   | 介紹 |
| 李洪涛 | 周大路 | 國安局局長 洪少秋、叶唅之上屬 |
| 靳东   | 洪少秋 | 國安處級偵查員 301專案組副組長 参见主要演员 参见張家 |
| 韩雨芹 | 叶唅   | 國安省廳偵察處處長 301專案組組長 参见主要演员 |
| 刘立   | 江源   | 國安偵查員 301專案組组员 洪少秋、叶唅之下屬 與米小冉有感情線 於第30集成功破案後,301專案組被解散，並繼續成立301專案組前以往的工作 一年後，省市發生了多起重大洩密案件，叶晗、米小冉、洪少秋、江原再次成立專案小組，並在30天內破案，他們只之間的感情與緣份依然持續下去                                                                                         |
| 高爽   | 肖衛   | 國安偵查員 301專案組组员 洪少秋、叶唅之下屬 於第30集成功破案後,301專案組被解散，並繼續成立301專案組前以往的工作 |
| 吴谨言 | 米小冉 | 國安偵查員 301專案組组员 洪少秋、叶唅之下屬 與江源有感情線 於第27集被小丑綁架，後獲救，但因吸入大量毒氣，而有生命危險 於第29集成功渡過危險期，後康復 於第30集成功破案後,301專案組被解散，並繼續成立301專案組前以往的工作 一年後，省市發生了多起重大洩密案件，叶晗、米小冉、洪少秋、江原再次成立專案小組，並在30天內破案，他們只之間的感情與緣份依然持續下去 |
| 凌泉潮 | 大秦   | 國安偵查員 301專案組组员 洪少秋、叶唅之下屬 於第30集開槍射殺希拉 於第30集成功破案後,301專案組被解散，並繼續成立301專案組前以往的工作 |
| 郭勐   | 石磊   | 國安偵查員 洪少秋、叶唅之下屬 |
| 彭宇欣 | 方慧   | 國安偵查員 洪少秋、叶唅之下屬 |

### 301研究所
| 演員     | 角色   | 介紹 |
| 焦體怡   | 張西洋 | 301研究所總工程師 負責海隆號項目全系統 参见張家 |
| 李依伊   | 张妍   | 301研究所工程師 負責海隆號項目的智能系統 参见张家 |
| 張衛     | 劉進   | 301研究所副總工程師 負責海隆號項目的動力系統 刘子岸之父 於第12集被懷疑掉包含有備案條碼的硬盤，後脫嫌 於第15集因接受不到劉子岸的死而選擇輕生，後被叶晗罵醒 於第29集在海隆號下水後，因氧氣系統失靈導致缺氧而昏迷，後獲救 |
| 张杨智子 | 商菲菲 | 301研究所副總工程師 負責海隆號項目的減壓系統 龚怀远之妻子 於第12集被懷疑掉包含有備案條碼的硬盤，後脫嫌 於第29集在海隆號下水後，因氧氣系統失靈導致缺氧而昏迷，後獲救                                                    |
| 李昊臻   | 龚怀远 | 301研究所辦公室副主任 高一天、黃薇薇的內奸 商菲菲之丈夫 於第12集掉包含有備案條碼的硬盤，但未被發現 於第18集因身份暴露，而被錢守成追殺 於第19集被洪少秋逮捕，並承認所有罪行                                             |
| 劉沙     | 蔣文鎖 | 301研究所所長 高一天、黃薇薇的內奸 於第4集身份暴露而被國安逮捕，並承認所有罪行 |
| 嚴俊里   | 申冰   | 301保衛處處長 於第12集被懷疑掉包含有備案條碼的硬盤，後脫嫌 |

### 張家
| 演員   | 角色   | 介紹 |
| 焦體怡 | 張西洋 | 301研究所總工程師 負責海隆號項目總系統 田云之丈夫 洪少秋無血緣關係之父 張妍之父 於第12集被懷疑掉包含有備案條碼的硬盤，後脫嫌 於第17集被鄭婉芝和鄭婉瑜綁架，並被綁上炸彈，後獲救 於第29集在海隆號下水後，因氧氣系統失靈導致缺氧而昏迷，後獲救 参见301研究所 |
| 杜宁林 | 田云   | 診所醫師 張西洋之妻子 洪少秋無血緣關係之母 張妍之母 於第16集被鄭婉芝和鄭婉瑜綁架 於第17集與張西洋被綁上炸彈，後獲救 |
| 靳东   | 洪少秋 | 國安處級偵查員 301專案組副組長 叶唅之下屬 張西洋無血緣關係之子 田云無血緣關係之子 張妍無血緣關係之兄 参见主要演员 参见國家安全局 |
| 李依伊 | 張妍   | 301研究所工程師 負責海隆號項目的智能系統 洪少秋無血緣關係之妹 於第12集被懷疑掉包含有備案條碼的硬盤，後脫嫌 於第25集答應高一天的求婚 於第30集被高一天綁架，後獲救 参见301研究所                                                                             |

### K集團
| 演員   | 角色     | 介紹 |
|        |          | K集團創辦人 八年前被鄭婉芝與恩威斯出賣，並把他踢出了K集團 代號：漁翁 高一天之師父 |
| 王梓权 | 高一天   | 職業間諜兼K集團成员 代號：比目魚 漁翁之徒弟 張妍追求者 於第17集得知鄭婉瑜為K集團成員 於第23集得知鄭婉芝為K集團成員，並挾持了她 於第25集向張妍求婚成功 於第26集放走了鄭婉芝 於第26集成功從恩威斯手中奪回K集團 於第28集威脅鄭婉芝刺殺所有海隆號的工程師，實際上是要把所有罪名推給鄭婉芝並毒殺鄭婉芝 於第30集綁架張妍，槍傷叶晗，後被國安人員槍傷並逮捕 |
| 樊昱君 | 黃薇薇   | 賊團聯絡人 高一天之情婦 於第5集因凌小鬆身份暴露，而指使錢守成開始追殺凌小松 於第25集黃薇薇知道自己與錢守成已經無路可逃，所以她開槍射殺錢守成，並特意將槍口對準了洪少秋，後來被國安人員槍殺身亡 |
| 齐奎   | 錢守成   | 賊團接頭人 凌小松之師傅 於第5集因凌小鬆身份暴露，而被黃薇薇指使開始追殺凌小松 於第9集擄走凌奶奶和凌小囡 於第18集因龔懷遠身份暴露，而開始追殺龔懷遠 於第25集被黃薇薇開槍射殺身亡 |
| 萧浩冉 | 凌小松   | 賊團小嘍嘍 錢守成之徒弟 凌奶奶之子 凌小囡之父 於第1集洩露海隆號數據 於第5集因身份暴露，而被錢守成追殺 於第10集被錢守成槍殺身亡 |
| 李智   | 劉子岸   | 前301研究所職員 高一天、黃薇薇的內奸 劉進之子 於第2集跳樓身亡，實際上是被錢守成與凌小松謀殺身亡 |
| 庄庆宁 | 鄭婉芝   | K集團成員 八年前與恩威斯出賣了高一天的師父，並把高一天的師傅踢出了K集團 高一天之監護人 出賣漁翁前代號：魚婆，出賣後改為代號：白魚 鄭婉瑜之姐 於第16集綁架田雲，並讓張西洋拿著海隆號總數據硬盤來交換田雲 於第17集綁架張西洋 於第17集把炸彈綁在張西洋與田雲的身上，並準備把張西洋、田雲和趕來的國安人員炸死，但失敗 於第23集身份暴露，並被高一天挾持 於第26集被高一天釋放 於第28集被高一天威脅刺殺所有海隆號的工程師，但失敗，實際上高一天是要把所有罪名推給她 於第28集被高一天毒殺，被送院後昏迷不醒 |
| 郭进尧 | 鄭婉瑜   | K集團成員 高一天之監護人 鄭婉芝之妹 於第8集潛伏在黃薇薇的泰式水療會所，後來身份暴露而離開 於第12集潛伏在301研究所為清潔工，後來身份暴露而離開 於第16集綁架田雲，並讓張西洋拿著海隆號總數據硬盤來交換田雲 於第17集綁架張西洋 於第17集把炸彈綁在張西洋與田雲的身上，並準備把張西洋、田雲和趕來的國安人員炸死，但失敗 於第18集發生車禍而死亡，實際上是被高一天派人謀殺身亡 |
| 张瑀希 | 希拉     | K集團成員 國外女特工 於第26集出場並進入三島市，開始執行任務 於第30集開槍射傷洪少秋，後被大秦開槍射殺 |
| 王兴元 | 煉金術師 | K集團成員 於第26集出場並進入三島市，開始執行任務 於第27集因身份暴露，而被希拉開槍滅口 |
| 匡牧野 | 小丑     | K集團成員 於第26集出場並進入三島市，開始執行任務 於第27集綁架米小冉 於第30集欲開槍射殺叶唅，後被洪少秋槍殺 |

## 收視率
| 中国 東方卫视 首播收视率 |               |             |             |             |           |           |           |           |           |           | |
| 集數                     | 播出日期      | CSM52城市网 | CSM52城市网 | CSM52城市网 | CSM全国网 | CSM全国网 | CSM全国网 | CSM16省网 | CSM16省网 | CSM16省网 | 備註 |
| 集數                     | 播出日期      | 收視率      | 收視份額    | 排名        | 收視率    | 收視份額  | 排名      | 收視率    | 收視份額  | 排名      | 備註 |
| 1-2                      | 2017年8月14日 | 0.795       | 2.705       | 6           | 0.38      | 1.42      | 14        | 暂缺      | 暂缺      | 暂缺      | 《東方看大劇》52城收視0.746，份額2.495；全國網收視0.28，份額1                                            |
| 3-4                      | 2017年8月15日 | 0.891       | 3.043       | 4           | 0.37      | 1.38      | 10        | 0.392     | 1.181     | 6         | 《東方看大劇》52城收視0.73，份額2.474；全國網收視0.31，份額1.09；16省網收視0.33，份額0.998               |
| 5-6                      | 2017年8月16日 | 0.887       | 3.009       | 4           | 0.44      | 1.62      | 10        | 0.435     | 1.309     | 6         | 《東方看大劇》52城收視0.564，份額1.904；全國網收視0.28，份額1；16省網收視0.241，份額0.728                |
| 7-8                      | 2017年8月17日 | 0.906       | 3.138       | 4           | 0.43      | 1.56      | 9         | 0.434     | 1.299     | 6         | 《東方看大劇》52城收視0.545，份額1.854；全國網收視0.29，份額1.05；16省網收視0.221，份額0.682             |
| 9-10                     | 2017年8月18日 | 0.835       | 2.881       | 4           | 0.39      | 1.45      | 7         | 0.384     | 1.181     | 5         | 《東方看大劇》52城收視0.505，份額1.719；全國網收視0.23，份額0.84；16省網收視0.249，份額0.769             |
| 11                       | 2017年8月19日 | 0.779       | 2.837       | 3           | 0.31      | 1.28      | 8         | 0.343     | 1.147     | 6         | |
| 12-13                    | 2017年8月20日 | 1.044       | 3.581       | 1           | 0.48      | 1.77      | 7         | 0.423     | 1.286     | 7         | |
| 14-15                    | 2017年8月21日 | 1.025       | 3.487       | 3           | 0.44      | 1.6       | 9         | 0.428     | 1.309     | 6         | |
| 16-17                    | 2017年8月22日 | 1.127       | 3.702       | 3           | 0.51      | 1.81      | 9         | 0.473     | 1.415     | 5         | 52城数据缺湛江                                                                                           |
| 18-19                    | 2017年8月23日 | 1.125       | 3.769       | 3           | 0.539     | 1.915     | 6         | 暂缺      | 暂缺      | 暂缺      | 全國網收視排名不含央視                                                                                   |
| 20-21                    | 2017年8月24日 | 1.228       | 4.086       | 2           | 0.457     | 1.595     | 6         | 0.476     | 1.396     | 6         | 全國網收視排名不含央視                                                                                   |
| 22-23                    | 2017年8月25日 | 1.27        | 4.286       | 1           | 0.559     | 1.955     | 4         | 0.514     | 1.526     | 4         | 52城數據缺贛州 全國網收視排名不含央視 《東方看大劇》52城收視0.741，份額2.512；16省網收視0.277，份額0.856 |
| 24                       | 2017年8月26日 | 1.124       | 3.913       | 3           | 0.532     | 1.999     | 4         | 0.472     | 1.526     | 5         | 全國網收視排名不含央視                                                                                   |
| 25-26                    | 2017年8月27日 | 1.266       | 3.954       | 1           | 0.574     | 1.979     | 5         | 0.485     | 1.408     | 5         | 全國網收視排名不含央視 《東方看大劇》52城收視0.998，份額3.158；16省網收視0.419，份額1.269                |
| 27-28                    | 2017年8月28日 | 1.201       | 3.912       | 3           | 0.69      | 2.41      | 5         | 0.574     | 1.705     | 5         | 《東方看大劇》52城收視0.861，份額2.851；全國網收視0.5，份額1.8；16省網收視0.427，份額1.303               |
| 29-30                    | 2017年8月29日 | 1.463       | 4.744       | 1           | 0.78      | 2.61      | 5         | 0.658     | 1.902     | 4         | |
| 平均收視                 | 平均收視      | 1.066       | 3.59        | 不適用      | 0.49      |           | 不適用    |           |           | 不適用    | |

1. 同时段或交叉时段主要节目：
  - CCTV-1：《熱血軍旗》
  - CCTV-8：《领养》／《吾兒可教》
  - 湖南：《人间至味是清欢》
  - 浙江：《盲約》
  - 江苏：《我們的愛》
  - 北京：《我的老爸是奇葩》
2. 数据由广视索福瑞提供，调查范围为四岁以上之观众。
3. 以上收视排名包括央视在内。CSM16省网排名不含央视
4. 资料来源：卫视这些事儿、TV未知数、卫视走光了、数据狮